# Ионизатор воды
Иониза́тор воды — устройство, которое ионизирует воду. Несмотря на отсутствие эмпирических данных, подтверждающих пользу ионизированной воды для здоровья человека, ионизаторы воды продаются в качестве антиоксидантов, замедляющих процесс старения и предотвращающих болезни. Подобные утверждения противоречат законам химии и физиологии.

## Процесс ионизации
При электролизе под воздействием электрического тока вода окисляется на аноде, производя кислород (O2), и восстанавливается на катоде, образуя водород (H2).

## Использование ионизированной воды
Не существует эмпирических данных, поддерживающих утверждения производителей ионизаторов о значительном влиянии ионизированной воды на организм человека. Из-за кислотно-основного равновесия питьё ионизированной воды не должно изменить кислотность организма.
Электролизованная вода использовалась в пищевой промышленности для дезинфекции продуктов питания; электролизованная вода оказалась эффективной против бактерий, однако не для дезинфекции посуды и пищевых продуктов.